# Darleen Carr
Darleen Carr, född 12 december 1950 i Chicago, är en skådespelerska och sångare. Hon är den yngsta systern till skådespelerskorna Shannon Farnon och Charmian Carr. Som tonåring började hon sjunga och skådespela i produktioner av Walt Disney Pictures. Hon är också känd för att ha sjungit sången "My Own Home" som djungelflickan i Disneys Djungelboken (1967).  Hon medverkade även i TV-serien The Smith Family (1971). 1966 spelat hon in fyra låtar med titlarna "When It's Over", "These Shades", "Anybody's Girl" och "Through The Looking Glass". 